# Alexandre Rezanov
Alexandre Ivanovitch Rezanov (Алекса́ндр Ива́нович Реза́нов), né le 19 août 1817 à Saint-Pétersbourg et mort en 1887 à Saint-Pétersbourg, est un architecte russe, académicien (1850), professeur de l'Académie impériale des arts (1852) et son recteur en architecture de 1871 à 1887. C'est le premier président de la Société des architectes de Saint-Pétersbourg (1870-1887). Il est élevé au rang de conseiller secret en 1877.

## Biographie
Il naît dans la famille d'un auditeur de 9e classe (conseiller titulaire): mais il perd tôt son père. Il étudie à l'Académie impériale des arts à l'âge de dix ans. Il est élève de la classe de Constantin Thon. Il reçoit à trois reprises la médaille d'argent (1830, 1831 et 1837). En 1838, il sert avec son professeur Thon comme dessinateur à la commission de rédaction pour la construction de la cathédrale du Christ-Sauveur de Moscou. Il termine l'académie en 1839 avec le titre d'artiste d'architecture de XIVe classe et reçoit une grande médaille d'or pour le projet de l'école de théâtre et une bourse pour étudier à l'étranger. En mai 1840, il retourne auprès de Constantin Thon comme assistant pour le bureau impérial de Moscou, afin de travailler au nouveau palais du Kremlin. Il travaille à ce bureau pendant deux ans, puis prend part à la construction du Théâtre Maly. Il participe sous la direction de Thon à la publication de l'Atlas des bâtiments ruraux selon les normes (1840).
Le 28 octobre 1842, il peut enfin en qualité de pensionnaire de l'académie voyager en Italie. Il y étudie le patrimoine architectural, puis avec Nicolas Benois et Alexandre Krakau, également pensionnaires, il prend les mesures de la cathédrale d'Orvieto. La description de la restauration de l'édifice ne fait l'objet d'une publication qu'en 1877 à Paris, sous le titre de Monographie de la cathédrale d'Orvieto et donne une certaine notoriété à ses auteurs dans les cercles européens des architectes.
De retour en Russie, il reçoit en 1850 le titre d'académicien d'architecture et le rang d'architecte en chef; il tient cette fonction pratiquement jusqu'à sa mort.

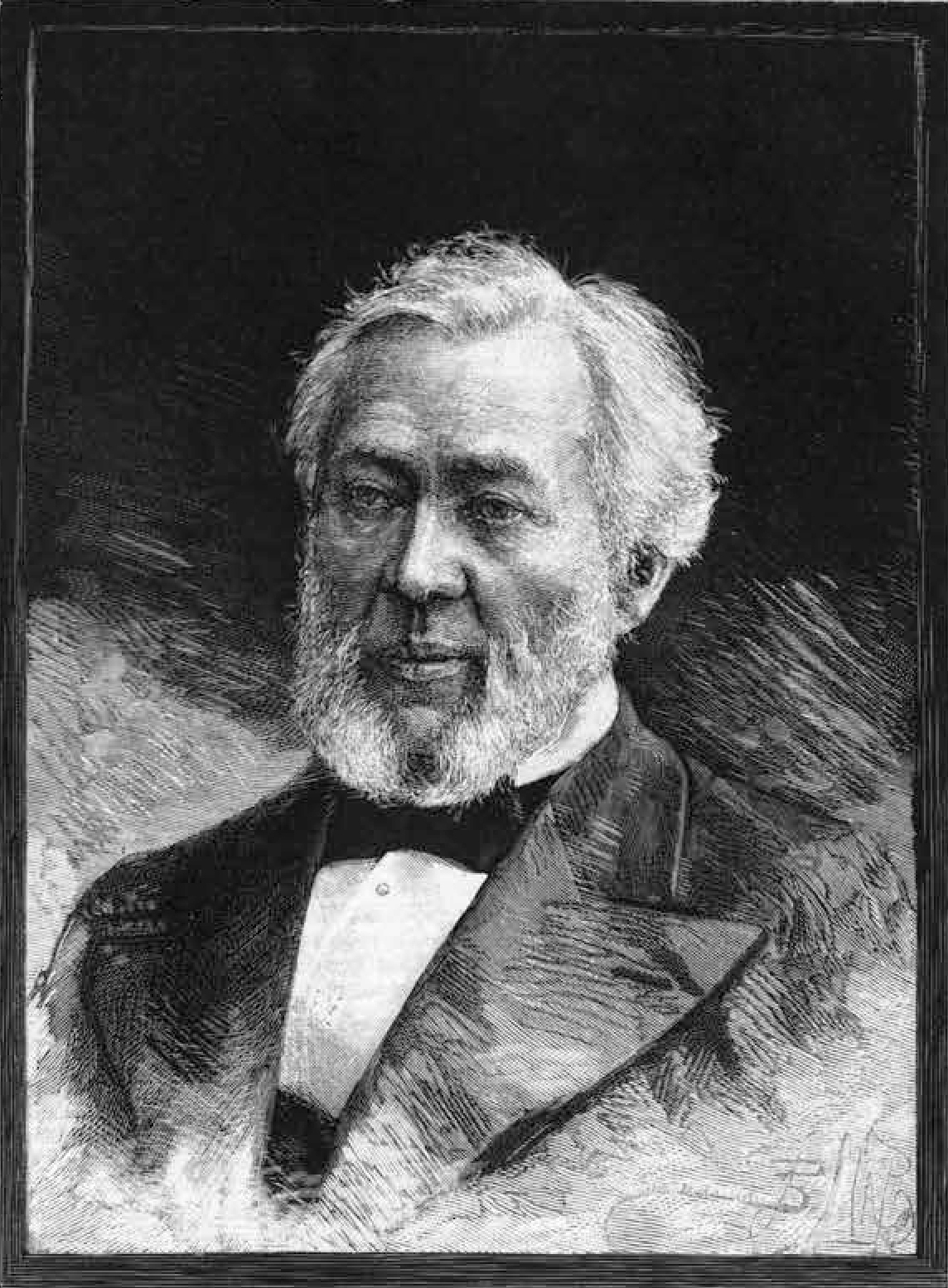
Gravure de Rezanov pour son article nécrologique.

Il enseigne à partir de 1854 le dessin d'architecture et l'art de la construction à l'école d'arpentage du département des apanages de Saint-Pétersbourg, et à partir de 1857, la théorie de l'architecture à l'Académie impériale des arts. Il en est nommé professeur en 1865 et en 1871 il devient recteur de l'académie en architecture. En 1881, il est architecte principal de la cathédrale du Christ-Sauveur. Il est également architecte en chef du bureau de l'intendance de la Cour, architecte de la Cour (en 1864);  un des fondateurs et membre honoraire de la Société impériale des architectes de Saint-Pétersbourg, premier président de la Société en 1870-1887, membre honoraire correspondant du Royal Institute of British Architects (1876).
Il meurt d'une attaque cardiaque le 18 novembre 1887. Il est enterré le 21 novembre suivant à Saint-Pétersbourg au cimetière orthodoxe de Smolensk,. Il compte parmi ses élèves notamment Pavel Brioullov.
Son fils, Dmitri Alexandrovitch Rezanov (29.08.1851 — 24.04.1884), étudie aussi à l'Académie impériale des arts (1871-1874); et en 1879 son projet pour une maison des invalides est gratifié d'une médaille d'or et d'une bourse pour un voyage d'étude à l'étranger (en 1881); mais il meurt tôt de tuberculose.

## Projets et constructions

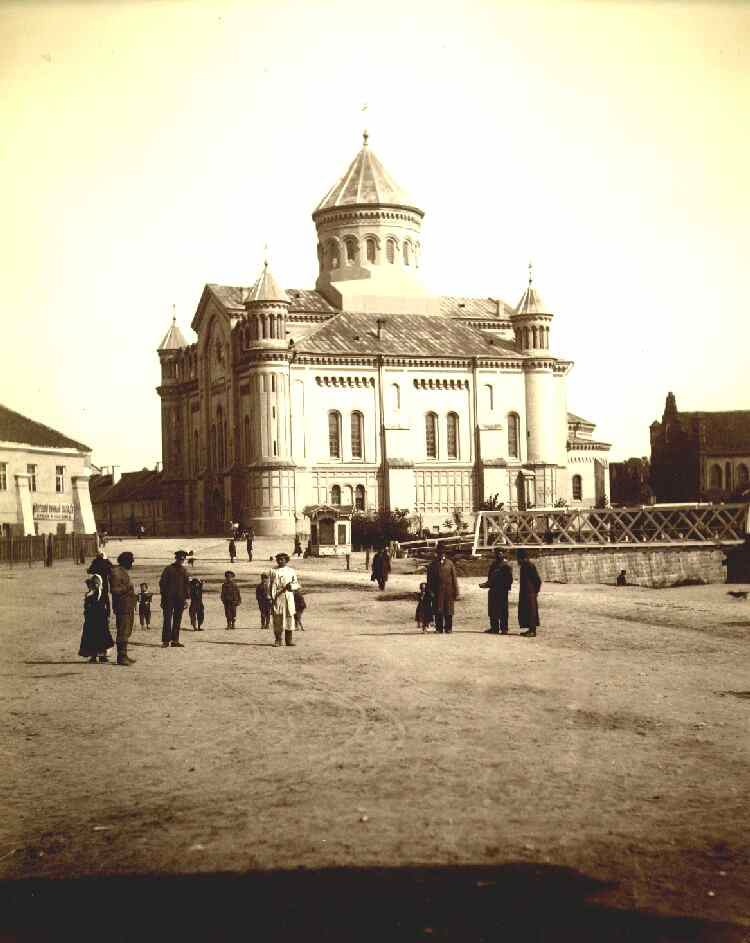
Cathédrale de la Bienheureuse-Mère-de-Dieu de Wilno.

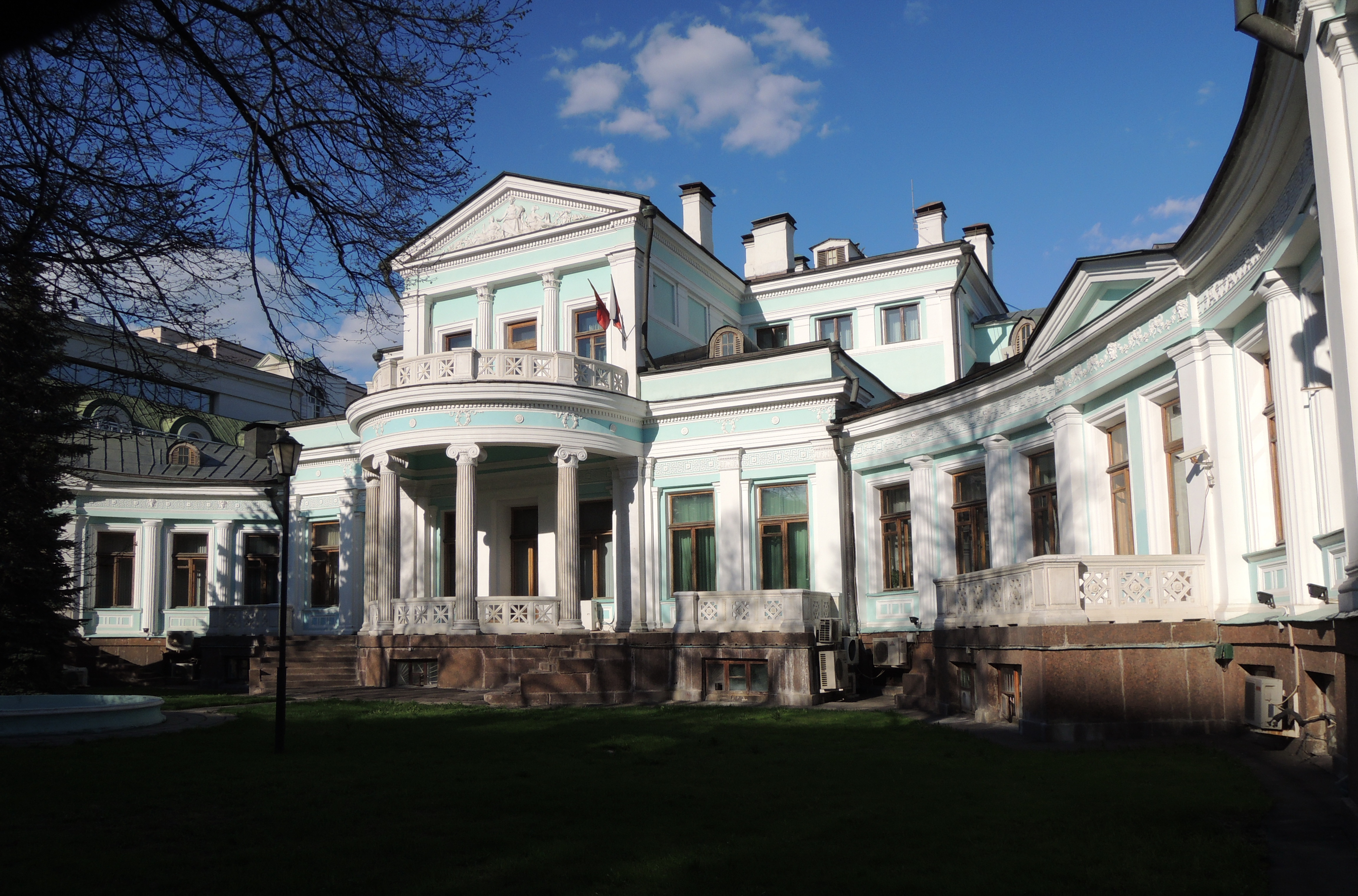
Hôtel particulier de K.S. Popov (future demeure de Margarita Morozova).

- Projet de reconstruction du palais de Kolomenskoïé (années 1830), non réalisé[7];
- Reconstruction de l'église catholique Saint-Casimir de Wilno aujourd'hui Vilnius (1834-1837);
- Cathédrale de la Sainte-Trinité du monastère Saint-Séraphin de Diveïevo (1848—1875, Diveïevo, oblast de Nijni Novgorod);
- Pont-barrage du manoir de Mikhaïlovka (1855, Peterhof)[8];
- Parc du manoir de Mikhaïlovka (années 1850, Peterhof)[9];
- Reconstruction du palais d'étape de Tver (1864, Tver);
- Cathédrale de la Bienheureuse-Mère-de-Dieu de Wilno (aujourd'hui Vilnius) avec Nikolaï Tchaguine (1865-1868, Vilnius);
- Construction de la ferme impériale d'Ilinskoïe (1866)[10].
- Palais du grand-duc Vladimir Alexandrovitch; assistant Hieronymus Friedrich Küttner (1867-1872, Saint-Pétersbourg, quai du Palais, 26 — rue Millionnaïa, 27)[11];
- Projet de la douma municipale (deux variantes), avec Andreï Huhn (1873, Moscou), non réalisé[12];
- Achèvement de la construction et annexe de l'église Saint-Boris-et-Saint-Gleb de Saint-Pétersbourg (1876-1882, Saint-Pétersbourg), démolie[13];
- Passage Popov, la construction est effectuée par Semion Dmitriev (1877, Moscou, Pont des Forgerons, 12);
- Hôtel particulier de K.S. Popov, construction effectuée par S.V. Dmitriev (1877, Moscou, boulevard de Smolensk, 26/9).
- Réaménagement de l'hôtel particulier de K.T. Soldatenkov (années 1870, Moscou, rue Miasnitskaïa, 37);
- Réaménagement du corps de logis du manoir de Pokrovskoïe-Strechenevo, construction effectuée par Constantin Terski (années 1880е, Moscou, chaussée de Volokolamsk, 52)[7];
- Maison Ponomariov (Saint-Pétersbourg)
- Palais impérial «Ériklik[14]», construit par Alphonse Vincent (Crimée)[15].
- Pavillon principal de la 15e (Moscou, 1882) et 16e (Nijni Novgorod, 1896) expositions panrusses d'art et industrie; deux de ses éléments sont aujourd'hui des entrepôts de l'ancien port de Gorki sur la pointe de Nijni Novgorod.